# Vụ Trung Quốc tấn công ngư dân Việt Nam 2005
Vụ việc Vịnh Bắc Bộ này xảy ra vào ngày 8 tháng 1 năm 2005 tại Vịnh Bắc Bộ.

## Diễn biến
Hai tàu đánh cá của ngư dân Việt Nam trong khi đang đánh cá tại vịnh Bắc Bộ đã bị một tàu cảnh sát biển của Trung Quốc bao vây và nổ súng tấn công làm chết 9 người, 7 người bị thương và bắt giữ 8 người. Một tàu đánh cá và xác những ngư dân đều bị phía Trung Quốc đưa về Hải Khẩu, Hải Nam. Tàu kia trốn thoát được trở về.

### Nạn nhân
Trên tàu của ông Nguyễn Phi Phường có 16 thuyền viên, 8 người bị bắn chết, 8 người kia bị bắt, trong đó có hai người bị thương.
Trên tàu của ông Trần Văn Hoàn đến ứng cứu có 1 thuyền viên bị bắn chết, 5 người khác bị thương, chiếc thuyền hứng hơn 400 vết đạn. Có 8 người bị bắt giữ.

## Phản ứng của Việt Nam và Trung Quốc
Năm ngày sau sự việc trên, báo chí Việt Nam mới loan tin và trước thông tin này, phía Bộ Ngoại giao Việt Nam yêu cầu Trung Quốc cần cho điều tra và xử lý nghiêm những kẻ bắn chết người.
Theo điều tra của Bộ Chỉ huy Bộ đội Biên phòng tỉnh Thanh Hóa, các tàu đánh cá Việt Nam đang ở trong phần lãnh hải Việt Nam khi bị tấn công. Các tàu Việt Nam khi đó đang ở 18°16' vĩ độ Bắc, 107°6' kinh độ Đông, cách đường phân định đến 10 hải lý.
Phía Trung Quốc nói những tàu trên xâm phạm bất hợp pháp chủ quyền của Trung Quốc và nói họ nổ súng để cảnh cáo những hải tặc. Nhưng qua bằng chứng các hình ảnh ghe đánh cá không trang bị vũ khí. Những ngư dân trên phần lớn là dân thuộc xã Hòa Lộc, huyện Hậu Lộc và xã Hoằng Trường, huyện Hoằng Hóa, tỉnh Thanh Hóa.

### Việt Nam
Người Phát ngôn Bộ Ngoại giao Việt Nam nói rằng "Chúng tôi coi việc tàu Trung Quốc bắn chết 9 ngư dân Việt Nam và làm bị thương nhiều người khác, gây thiệt hại đến tài sản và ngư cụ của ngư dân Việt Nam là nghiêm trọng."
"Việt Nam đã yêu cầu phía Trung Quốc có các biện pháp tích cực nhằm ngăn chặn và chấm dứt ngay những hành động sai trái trên, cho điều tra và xử lý nghiêm những kẻ bắn chết người".

### Trung Quốc
Ngày 15 tháng 1, Bộ Ngoại giao Trung Quốc nói lực lượng tuần duyên Trung Quốc đã bắn chết vài kẻ cướp có vũ khí và bắt sống 8 kẻ khác vì những người này định cướp thuyền đánh cá của Trung Quốc.
Người Phát ngôn Bộ Ngoại giao Trung Quốc Khổng Tuyền nói sáng ngày 8 tháng 1, một số tàu của Trung Quốc từ đảo Hải Nam đang đánh cá trong lãnh hải Trung Quốc ở vịnh Bắc Bộ thì bị ba tàu lạ có trang bị vũ khí kéo đến định bắn phá và cướp tàu Trung Quốc.
Ông Khổng Tuyền nói, sau khi nhận tin, tuần duyên Trung Quốc "đã đến giải cứu. Ba tàu vũ trang đã nổ súng trước vào tàu biên phòng và làm bị thương nhân viên công lực Trung Quốc."
Người Phát ngôn Bộ ngoại giao Trung Quốc tuyên bố cảnh sát tuần duyên Trung Quốc buộc phải hành động và đã "bắn chết một số người có vũ trang, bắt một tàu và tám người khác cùng vũ khí, đạn dược và ngư cụ."
Ông cũng gọi vụ này là trường hợp "ăn cướp có vũ trang nghiêm trọng trên biển".
Bản tin của Tân Hoa xã hôm thứ Bảy thì nói những người này đã "thú nhận mình là người Việt Nam, đã thực hiện bốn vụ cướp có vũ trang đối với tàu Trung Quốc trên vịnh Bắc bộ trước đây."
Bộ Ngoại giao Trung Quốc cũng tuyên bố nhiều vụ việc tàu Trung Quốc bị tấn công bởi tàu nước ngoài, nhưng lại không nêu rõ tàu nước gì và hoàn cảnh cụ thể ra sao.